# El capità de Köpenick (obra de teatre)

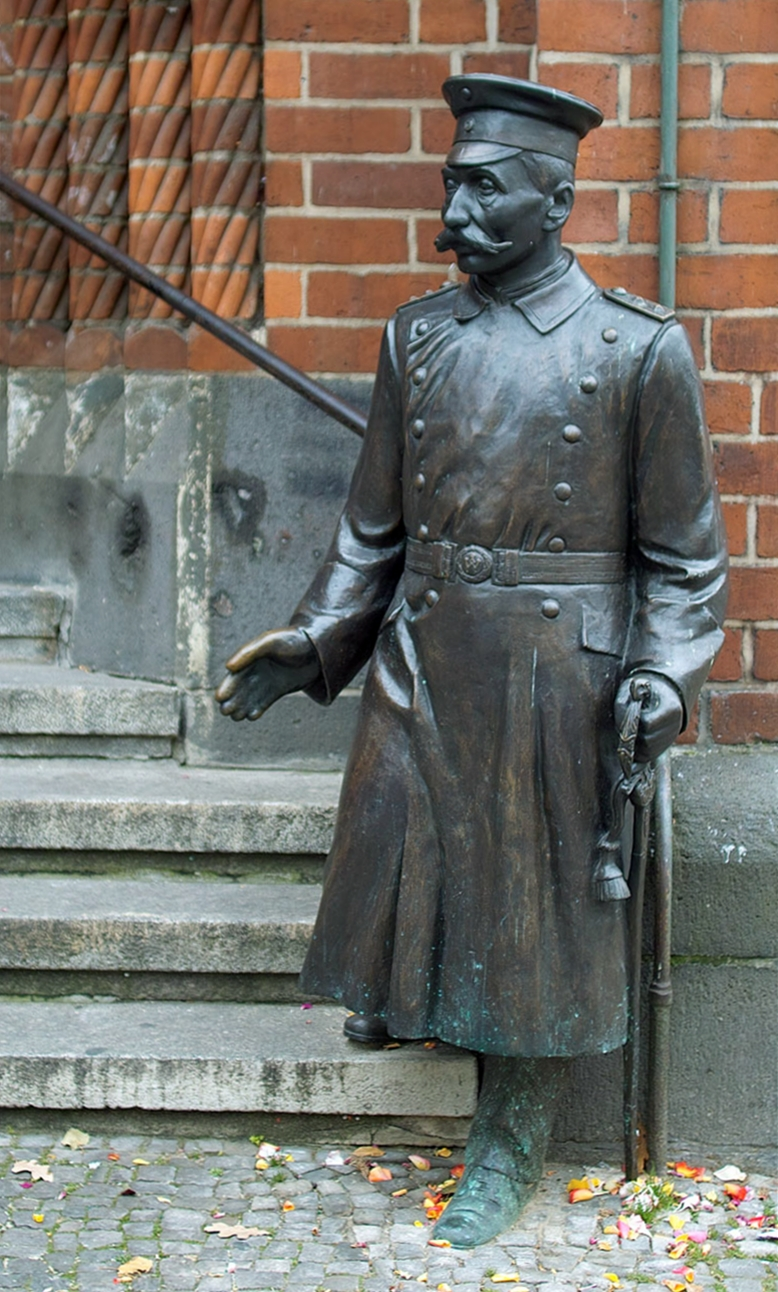
Estàtua de bronze de Friedrich Wilhelm Voigt uniformat com a Capità de Köpenick davant de l'ajuntament de Berlín-Köpenick

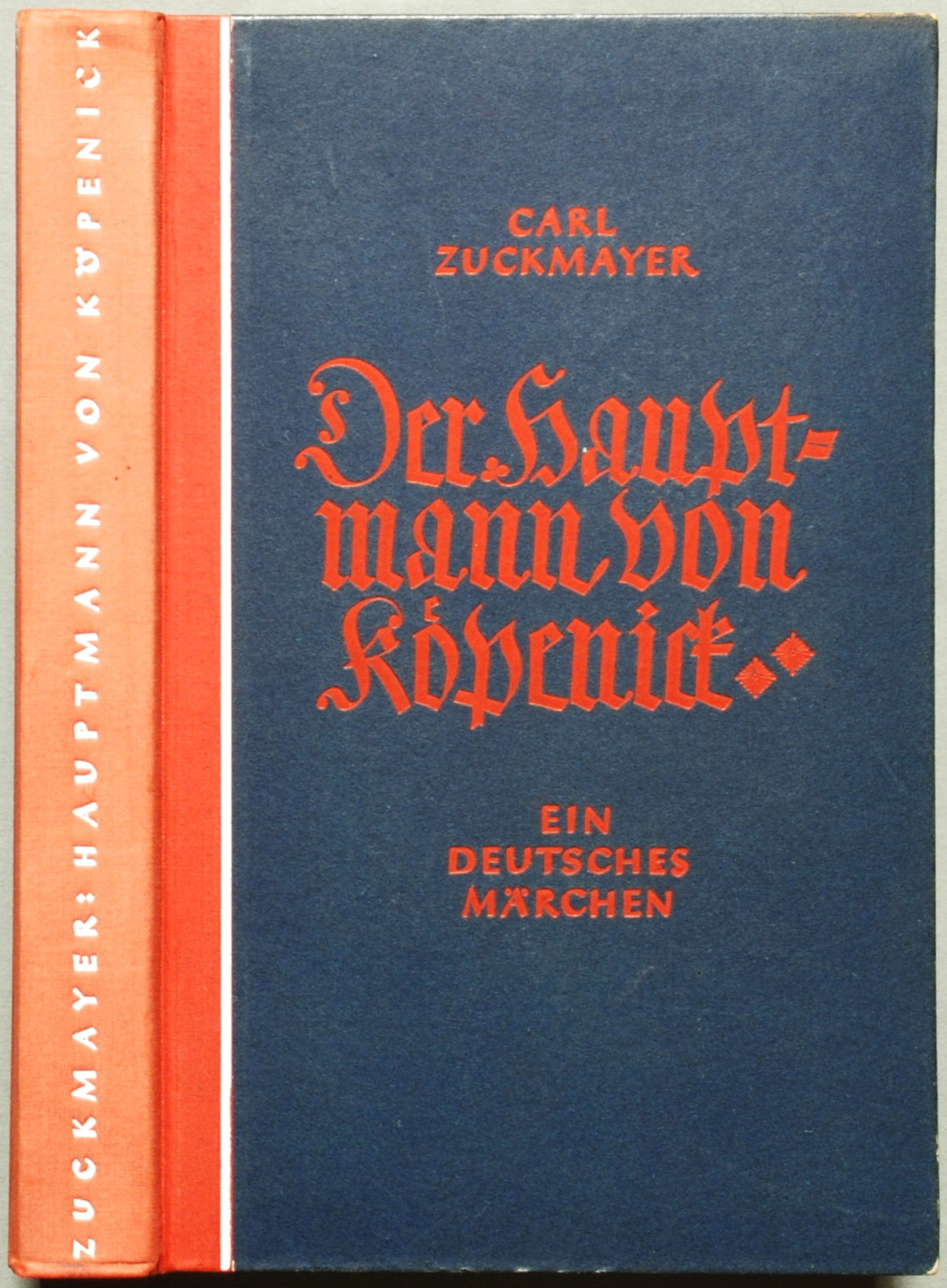
Primera edició de l'obra de Zuckmayer: Der Hauptmann von Köpenick (El Capità de Köpenick)

El Capità de Köpenick. Un conte alemany en tres actes és una obra de teatre satírica de l'escriptor i dramaturg alemany Carl Zuckmayer que es va estrenar amb gran èxit el 5 de març 1931 al Teatre Alemany de Berlin. Aquesta tragicomèdia escenifica una història basada en fets reals que van ocòrrer a l'Imperi Alemany l'any 1906 quan l'expresidiari i sabater Friedrich Wilhelm Voigt es vesteix amb un uniforme militar de capità prussià i així aconsegueix detenir l'alcalde de Köpenick, un petit municipi a prop de Berlín, i s'apodera de la caixa municipal. Els fets històrics es van comentar àmpliament a la premsa de l'època, des d'edicions locals a internacionals.
L'obra de Zuckmayer, que es caracteritza per un fort contingut de crítica social, es basa en la narrativa de Voigt qui manifesta que amb la seva impostura no pretenia enriquir-se, sinó només volia aconseguir un passaport.
La crítica social se centra sobre tot en la submissió a la autoritat, el militarisme i el culte als uniformes totpoderosos, característiques que van fer possible que a l'ajuntament de Köpenick fessin cas de les instruccions de l'impostor.
Després de l'estrena a Berlín durant quasi dos anys molts teatres alemanys van representar l'obra, sempre amb tot l'aforament venut, fins que la Machtergreifung, la presa de poder dels nacionalsocialistes alemanys el 30 de gener del 1933, va posar fi a l'èxit de l'obra de Zuckmayer, prohibint-ne la seva representació. Ja a l'any 1931, una setmana després de l'estrena exitosa de l'obra, a la revista nazi Der Angriff (L'Atac), el més tard seria ministre de propaganda nazi Joseph Goebbels va insultar Zuckmayer com a “un d'aquests escriptors de carrer que es consideren de forma equivocada com a poetes en aquesta democràcia.” 

## Contextualització i resum
L'obra de teatre es basa en els esdeveniments històrics reals del Capità de Köpenick de l'any 1906 i ridiculitza la obediència cega i falta de crítica davant de l'estament militar en l'Alemanya imperial. Zuckmayer però pretengué traslladar l'obra a la seva època de l'any 1931 i al·ludí sobretot als uniformes marrons omnipresents dels seguidors de l'ideologia nacionalsocialista després de les primeres victòries electorals del Partit Nacional Socialista dels Treballadors Alemanys, l'NSDAP.
El Capità de Köpenick de Zuckmayer es compòn de tres actes amb set escenes, respectivament. En el primer acte es reprodueix una història prèvia fictícia que té lloc deu anys abans dels fets de Köpenick, mentre que el segón i tercer acte mostren els esdeveniments al voltant de l'espectacular assalt. A part de petites modificacions (per. ex. es trasllada el lloc de naixement de Friedrich Wilhelm Voigt, Tilsit, cap a prop de Berlín, de manera que Voigt parla en dialecte berlinès, per aconseguir una millor ambientació), la principal diferència de l'obra, en comparació amb els fets històrics, segurament rou en l'estilització de Voigt com a “lladre noble”. Zuckmayer incorpora per tant l'autodescripció (poc creïble) de Voigt, qui afirmà que l'únic motiu per l'assalt va ser el desig d'aconseguir un passaport que necessitava per poder tornar a començar una vida normal.
Però davant del fet que l'ajuntament de Köpenick no disposava d'un negociat de passaports, el malfactor de l'obra de Zuckmayer a final es lliura voluntàriament a la policia - no havent tocat quasi gens la caixa municipal - i aconsegueix la promesa del cap de la policia d'obtenir un passaport després de sortir de la presó.

## Interpretació
En aquesta tragicomèdia Zuckmayer no se sent obligat a un respecte històric del cas autèntic, sinó a la interpretació de la situació del personatge Voigt. L'atmosfera de l'obra se sustenta en una descripció detallada de l'ambient del moment en què es desenvolupa l'obra, emfatitzada per l'ús marcat del dialecte de Berlín.
El protagonista de l'obra és un expresidiari que ha sortit de la presó després d'haver complert diverses condemnes, algunes força llargues. Després d'aquesta mala experiència Voigt està convençut que ara vol reconduir la seva vida cap a una normalitat com qualsevol ciutadà. Però els seus esforços per aconseguir permís de residència, passaport i lloc de treball fracassen, bé sigui per culpa de la inhumanitat d'alguns funcionaris o pel fet que ell “mai no havia servit a la pàtria” com a militar. Voigt entra en un cercle viciós del qual sembla que només pugui sortir-ne esquivant un cop més la llei. Després de deu anys més de condemna, Voigt ha après la lliçó: La societat només es pot vèncer amb les seves pròpies armes.
Per dur a terme la seva jugada aprofita l'omnipotència de l'uniforme i aplica els seus coneixements i l'argot militars que ha après durant la seva estança a la presó. La seva ensarronada amb l'uniforme de capità només fracassa pel simple fet que l'ajuntament de Köpenick no disposa d'un negociat de passaports. L'obra de teatre acaba amb un final obert.
Amb la seva obra més famosa El Capità de Köpenick, Zuckmayer va crear una sàtira àcida sobre el militarisme, la burocràcia i la submissió incondicional a l'autoritat a l'època de l'Imperi Alemany. No obstant va subratllar que per entendre millor la seva obra els elements decisius són “el factor humà i la temàtica sempre actual d'aquest guió”, temes que també es tracten a les seves obres Schinderhannes (1927) i ''Des Teufels General'' / El general del diable (1946).
En una carta a Zuckmayer Thomas Mann qualificà l'obra després d'assistir a una funció com la millor comèdia de la literatura mundial des de l'Inspector general (1836) de Nikolai Gógol.
L'obra del Capità de Köpenick de Zuckmayer va servir com a guió per dues pel·lícules alemanyes, una molt famosa amb el conegut actor alemany Heinz Rühmann del 1956 i una altra més recent del 1997.